# Кусіро (Кусіро)

42°59′46″ пн. ш. 144°27′58″ сх. д. / 42.99611° пн. ш. 144.46611° сх. д.
Кусіро́ (яп. 釧路町, くしろちょう, МФА: [ku̥ɕiɾo t͡ɕoː]) — містечко в Японії, в повіті Кусіро округу Кусіро префектури Хоккайдо. Станом на 1 жовтня 2008 року площа містечка становила 252,60 км². Станом на 31 березня 2017 населення містечка становило 19 917 осіб.